# タクシードライバー咲坂都
『タクシードライバー咲坂都』（タクシードライバーさきさかみやこ）は、1996年にTBS系「月曜ドラマスペシャル」で放送されたテレビドラマシリーズ。全2回。主演は萬田久子。

## 登場人物

### レギュラー
咲坂都
演 - 萬田久子
失踪した夫を捜す為にタクシードライバーをしている。
加治直哉
演 - 渡辺いっけい
加治鍼灸治療院のカイロプラティック医。都と史の隣人。
咲坂史
演 - 前田愛
都の義娘で都と暮らしている。圭介の連れ子である。
咲坂圭介
演 - 長谷川初範（友情出演）
都の夫。失踪中である。

### ゲスト
第1作
- 英（刑事） - 蟹江敬三
- 早川夏子 - 若林志穂
- 片瀬邦彦（夏子の婚約者） - 坂上忍
- 鈴木（片瀬勲夫・サラ金社員） - 益岡徹
- 熊谷（サラ金社員） - エド山口
- 片瀬瑞枝（勲夫の妻） - 未來貴子
- 潮哲也、広岡由里子、岩永新悟、青江薫、土屋貴子、鈴木義男、中野文梧、工藤雅哉

第2作
- 結城信一郎（画廊経営者） - 美木良介
- 矢島瑛子（信一郎の秘書） - 中島宏海
- 一之瀬（カルチャースクール理事長） - 鶴田忍
- 酒井友美（雅代のカルチャースクールでの友人） - 根岸季衣
- 結城雅代（信一郎の妻） - 矢代朝子
- 結城佳彦（信一郎と雅代の息子） - 高橋卓也
- 木川田（世田谷西警察署 刑事） - 石橋蓮司
- 中野英雄、大島蓉子、神保悟志、小宮孝泰、上野淳、岩田淳、宇野正洋、濱近高徳、国本政守、堀雄司、菊地誠、萩原実季

## スタッフ
- 脚本 - 田中晶子
- 監督 - 松原信吾
- プロデューサー - 西口典子、斉藤守恒、飯島敏宏（第1作）
- 製作 - 木下プロダクション、TBS

## 放送日程
| 話数 | 放送日       | サブタイトル | 脚本     | 監督     |
| ---- | ------------ | --- | -------- | -------- |
| 1    | 1996年5月6日 | 走る密室に殺意の乗客！幽霊を乗せた美人ドライバーに死のタクシー無線が響く!? 棺の中で死体は語る 二重殺人の謎とは!?   | 田中晶子 | 松原信吾 |
| 2    | 12月2日      | 走るアリバイ 指名予約の乗客が仕組んだ巧妙な殺人！ 主婦売春を操るカルチャー教室の甘い罠！恐喝と戦う夫が下す決断とは | 田中晶子 | 松原信吾 |